# Шатила

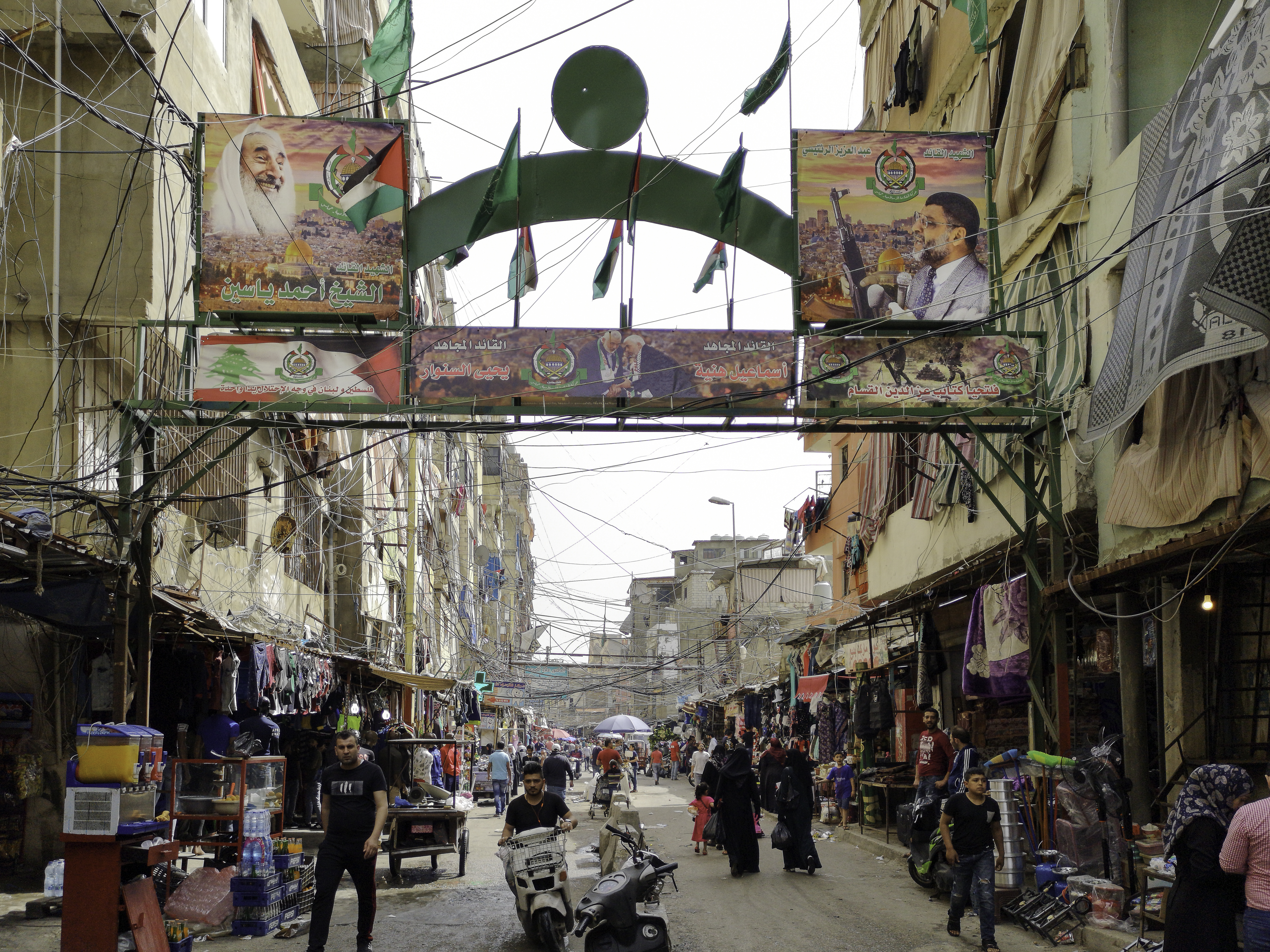
Шатила в 2019 году

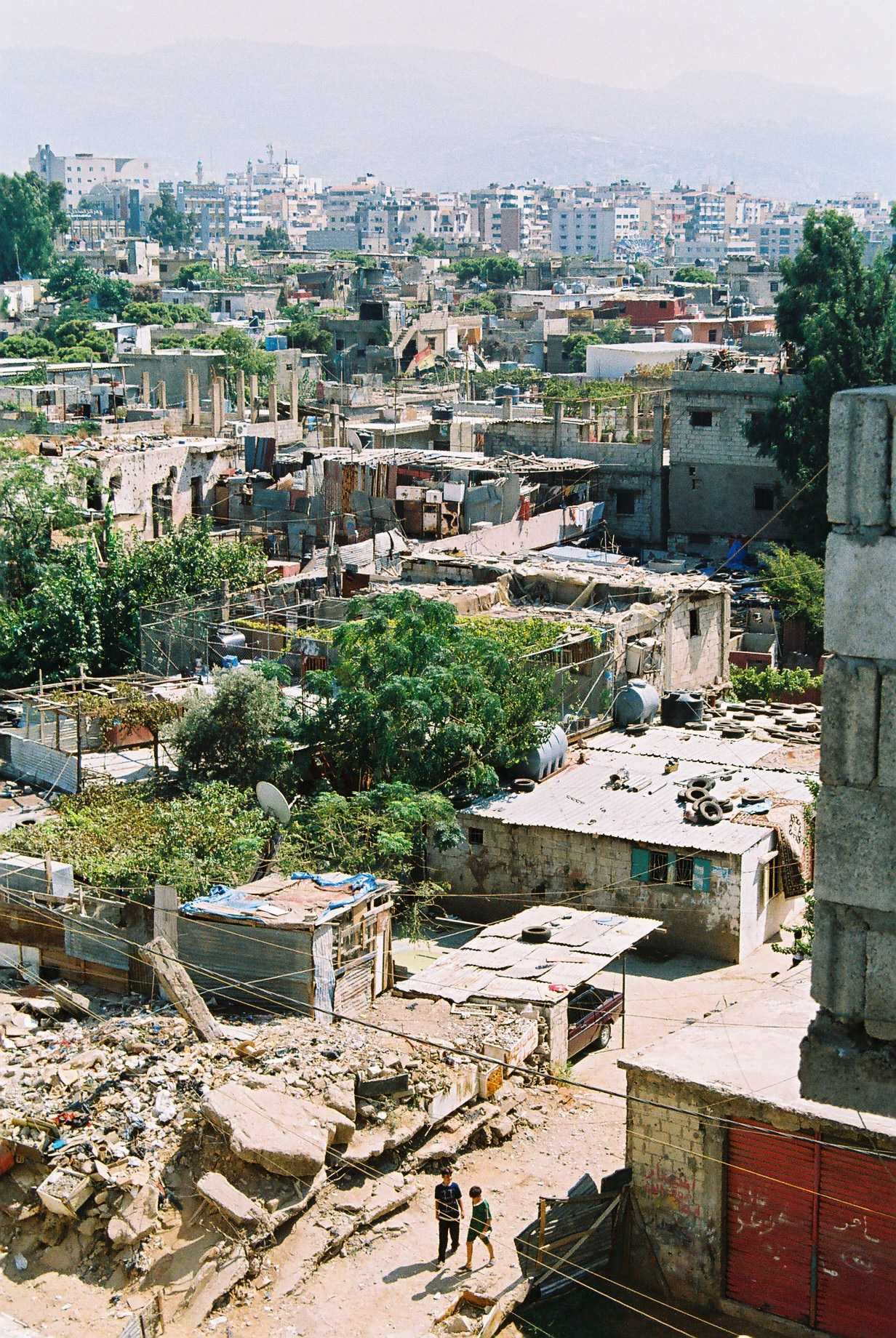
Шатила в 2003 году

Лагерь беженцев Шатила (араб. مخيم شاتيلا‎) — поселение, первоначально созданное для палестинских беженцев в 1949 году. Он расположен на юге Бейрута. В нём проживают более 9842 зарегистрированных палестинских беженцев. С момента начала гражданской войны в Сирии лагерь беженцев принял большое количество сирийских беженцев. По оценкам, в 2014 году население лагеря составляло от 10 000 до 22 000 человек.

## История
Шатила была создана Международным комитетом Красного Креста для размещения сотен беженцев, приехавших туда после 1948 года из деревень в окрестностях Амки, Мажд-эль-Курума и Яджура на севере Палестины.

### Во время гражданской войны в Ливане
Во время резни в Сабре и Шатиле 6 сентября 1982 г. были убиты от 762 до 3500 мирных жителей, в основном палестинцев и ливанских шиитов, совершенными ополчением под руководством Хобейки в районе Сабры на юге Бейрута и близлежащем лагере беженцев Шатила.

### Во время гражданской войны в Сирии
С момента начала гражданской войны в Сирии в 2011 году население Ливана увеличилось более чем на 1 миллион сирийских беженцев. Лагерь также пополнился сирийскими беженцами, в основном бедных сирийцев. По состоянию на 2014 год население лагеря оценивается от 10 000 до 22 000 человек.

## Управление
Лагерь занимает площадь около одного квадратного километра, и поэтому имеет исключительно высокую плотность населения.
БАПОР управляет одним медицинским центром и двумя начальными школами на территории лагеря. В число неправительственных организаций, действующих в лагере, входят «Аль-Наджда», «Бейт Атфал аль-Сумуд», «Помощь норвежского народа», «Врачи без границ», Палестинское общество Красного Полумесяца и Ассоциация Нажде.